# Protium icicariba
Protium icicariba är en tvåhjärtbladig växtart som beskrevs av March.. Protium icicariba ingår i släktet Protium och familjen Burseraceae.

## Underarter
Arten delas in i följande underarter:
- P. i. glabrescens
- P. i. talmonii